# Церковь Илии Пророка на Новгородском подворье
Храм Пророка Илии в Тёплых рядах, на бывшем Новгородском подворье — православный храм в Тверском районе Москвы. Относится к Иверскому благочинию Московской епархии Русской православной церкви.

## История

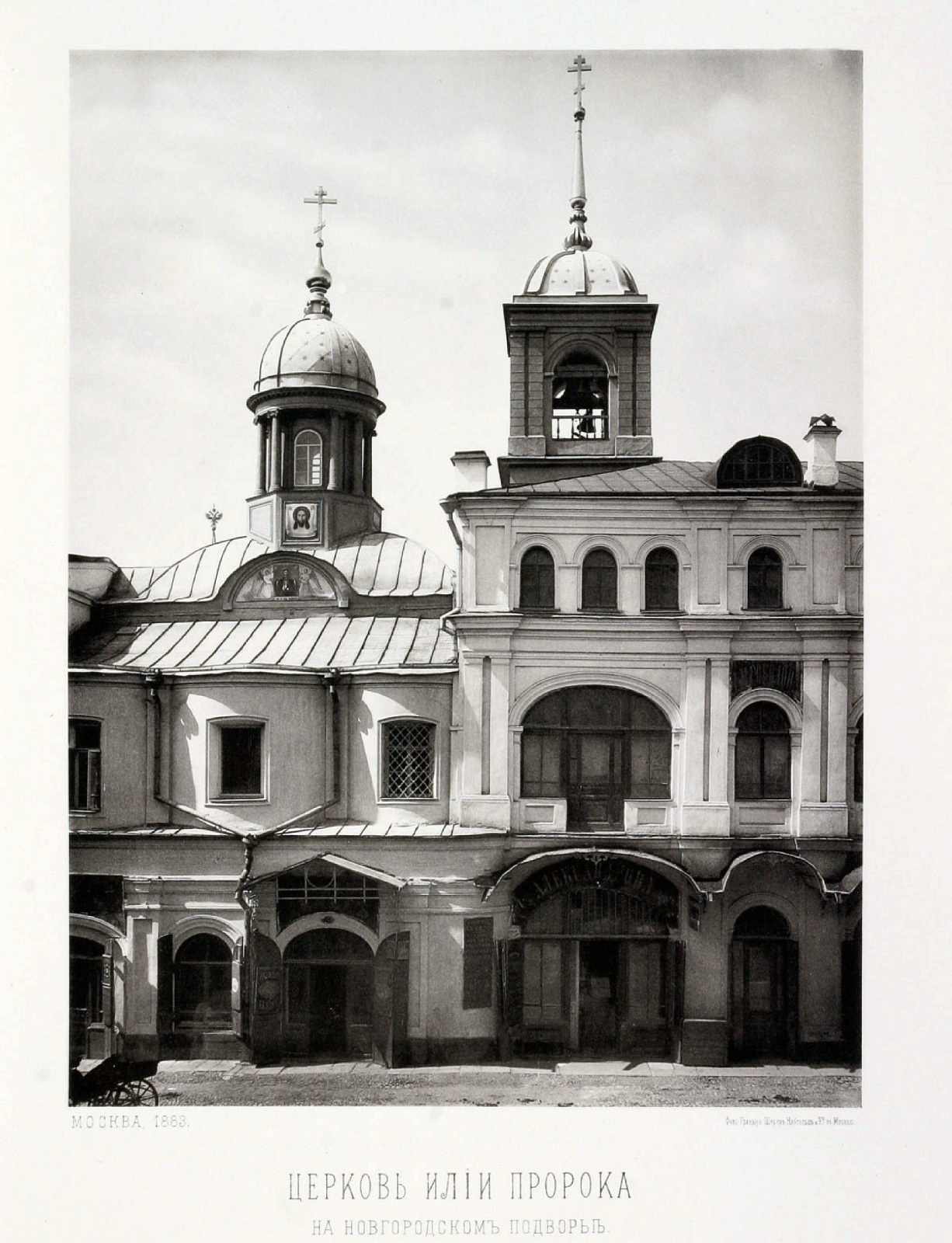
Церковь Илии Пророка в 1883 году

Каменный храм строили как собор основанного не позднее XV века рядом с Московской торговой площадью Ильинского монастыря. От имени этого храма получила названия улица Ильинка, торг стал называться Ильинским крестцом. Строительство храма велось с 1519 по 1521 годы, «а ставил от простых людей нехто именем Клим, а прозвище Мужило». В честь Небесного Покровителя ктитора в южной апсиде был устроен придел священномученика Климента. Церковь горела в 1547 году, пострадала при пожаре 1626 года.
Восстание горожан 27 мая 1606 года в Москве против Лжедмитрия I началось после удара набата на колокольне монастырского храма Илии пророка, сделанного по приказу Шуйского. В Смутное время монастырь был упразднен, храм стал приходским, и в 1676 году его вместе с церковной землей передают Новгородскому архиерейскому дому и надстраивают верхним храмом, куда переносят престол в честь пророка Илии. Древний нижний храм освятили во имя апостола Тимофея.
В 1820-х годах с северной стороны пристроена колокольня. В 1864 году, после изменения фасада и значительной перестройки (нижний храм упразднен, снесена галерея, в южной апсиде верхнего храма устроен лестничный пролет) церковь стала частью Тёплых Торговых рядов.
Храм закрыли в 1923 году, затем разобрали верхний ярус колокольни. С 1930 по 1980 годы в здании храма располагались различные учреждения. Здание является объектом культурного наследия федерального значения.
В 1995 году в Храме возобновились богослужения.
С 1998 года проходят противоаварийные и реставрационные работы. Ниже современного уровня улицы раскрыт объем древнего храма 1519 года.